# Pro Bowl 1999
Match précédent Match suivant
Le AFC-NFC Pro Bowl 1999 est le Match des étoiles de football américain de la National Football League pour la saison 1998. Il se joue au Aloha Stadium d'Honolulu le 7 février 1999 entre les meilleurs joueurs des deux conférences de la NFL, la National Football Conference et l'American Football Conference. La rencontre est remportée sur le score de 23 à 10 par l'équipe représentant l'American Football Conference.

## Équipe AFC

### Attaque
- Quarterback :
  - John Elway, Broncos de Denver
  - Doug Flutie, Bills de Buffalo
  - Vinny Testaverde, Jets de New York

- Running back :
  - Terrell Davis, Broncos de Denver
  - Marshall Faulk, Colts d'Indianapolis
  - Sam Gash, Bills de Buffalo
  - Eddie George, Titans du Tennessee
  - Curtis Martin, Jets de New York

- Wide receiver :
  - Keyshawn Johnson, Jets de New York
  - Jermaine Lewis, Ravens de Baltimore
  - Ed McCaffrey, Broncos de Denver
  - Eric Moulds, Bills de Buffalo
  - Jimmy Smith, Jaguars de Jacksonville

- Tight end :
  - Ben Coates, Patriots de la Nouvelle-Angleterre
  - Shannon Sharpe, Broncos de Denver

- Ligne offensive :
  - Tony Boselli, Jaguars de Jacksonville
  - Ruben Brown, Bills de Buffalo
  - Dermontti Dawson, Steelers de Pittsburgh
  - Tony Jones, Broncos de Denver
  - Bruce Matthews, Titans du Tennessee
  - Tom Nalen, Broncos de Denver
  - Jonathan Ogden, Ravens de Baltimore
  - Mark Schlereth, Broncos de Denver
  - Will Shields, Chiefs de Kansas City

### Défense
- Ligne défensive
  - Tim Bowens, Dolphins de Miami
  - Michael McCrary, Ravens de Baltimore
  - Darrell Russell, Raiders d'Oakland
  - Michael Sinclair, Seahawks de Seattle
  - Bruce Smith, Bills de Buffalo
  - Ted Washington, Bills de Buffalo
  - Cortez Kennedy, Seahawks de Seattle

- Linebacker
  - Zach Thomas, Dolphins de Miami
  - Chad Brown, Seahawks de Seattle
  - Mo Lewis, Jets de New York
  - Ray Lewis, Ravens de Baltimore
  - Bill Romanowski, Broncos de Denver
  - Junior Seau, Chargers de San Diego

- Defensive back :
  - Rodney Harrison, Chargers de San Diego
  - Ty Law, Patriots de la Nouvelle-Angleterre
  - Lawyer Milloy, Patriots de la Nouvelle-Angleterre
  - Shawn Springs, Seahawks de Seattle
  - Sam Madison, Dolphins de Miami
  - Steve Atwater, Broncos de Denver
  - Charles Woodson, Raiders d'Oakland

### Équipes spéciales
- Punter : Tom Tupa, Jets de New York
- Kicker : Jason Elam, Broncos de Denver

## Équipe NFC

### Attaque
- Quarterback :
  - Chris Chandler, Falcons d'Atlanta
  - Randall Cunningham, Vikings du Minnesota
  - Steve Young, 49ers de San Francisco

- Running back :
  - Mike Alstott, Buccaneers de Tampa Bay
  - Jamal Anderson, Falcons d'Atlanta
  - Garrison Hearst, 49ers de San Francisco
  - Barry Sanders, Lions de Détroit
  - Emmitt Smith, Cowboys de Dallas
  - Robert Smith, Vikings du Minnesota

- Wide receiver :
  - Michael Bates, Panthers de la Caroline
  - Cris Carter, Vikings du Minnesota
  - Antonio Freeman, Packers de Green Bay
  - Randy Moss, Vikings du Minnesota
  - Roell Preston, Packers de Green Bay
  - Jerry Rice, 49ers de San Francisco

- Tight end :
  - Mark Chmura, Packers de Green Bay
  - Wesley Walls, Panthers de la Caroline

- Ligne offensive :
  - Larry Allen, Cowboys de Dallas
  - Jeff Christy, Vikings du Minnesota
  - Kevin Gogan, 49ers de San Francisco
  - Randall McDaniel, Vikings du Minnesota
  - William Roaf, Saints de la Nouvelle-Orléans
  - Todd Steussie, Vikings du Minnesota
  - Tony Mayberry, Buccaneers de Tampa Bay
  - Nate Newton, Cowboys de Dallas

### Défense
- Ligne défensive :
  - Warren Sapp, Buccaneers de Tampa Bay
  - Michael Strahan, Giants de New York
  - John Randle, Vikings du Minnesota
  - Kevin Carter, Rams de Saint-Louis
  - Robert Porcher, Lions de Détroit
  - Luther Ellis, Lions de Détroit
  - Bryant Young, 49ers de San Francisco

- Linebacker :
  - Jessie Armstead, Giants de New York
  - Derrick Brooks, Buccaneers de Tampa Bay
  - Ed McDaniel, Vikings du Minnesota
  - Jessie Tuggle, Falcons d'Atlanta
  - Kevin Greene, Panthers de la Caroline
  - Winfred Tubbs, 49ers de San Francisco

- Defensive back :
  - Ray Buchanan, Falcons d'Atlanta
  - LeRoy Butler, Packers de Green Bay
  - Eugene Robinson, Falcons d'Atlanta
  - Deion Sanders, Cowboys de Dallas
  - Aeneas Williams, Cardinals de l'Arizona
  - Darren Woodson, Cowboys de Dallas

### Équipes spéciales
- Punter : Mitch Berger, Vikings du Minnesota
- Kicker : Gary Anderson, Vikings du Minnesota